# Arroz (California)
Arroz es un área no incorporada ubicada en el condado de Yolo en el estado estadounidense de California.

## Geografía
Arroz se encuentra ubicada en las coordenadas 38°37′15″N 121°58′16″O / 38.62083, -121.97111.